# Panoramavrijheid

Panoramavrijheid in Europa
NL: openbare wegen, in openbare parken en in openbare gebouwen toegestaan, waaronder ook stationshallen, maar doorgaans niet in scholen en operagebouwen of musea.
Ja, inclusief openbare kunst
Enkel gebouwen
Enkel voor niet-commercieel gebruik
Geen panoramavrijheid
Onbekend

Panoramavrijheid is het recht om foto's van door auteursrechten beschermde driedimensionale werken (vooral beeldhouwwerken en gebouwen) die permanent in openbare plaatsen staan te maken en verspreiden zonder dat hiervoor toestemming nodig is van de rechthebbende.

## Verschillen per land
Wetgeving inzake panoramavrijheid verschilt per land, ondanks harmonisering van andere onderdelen van de auteursrechtenwetgeving. In de Europese Unie biedt de richtlijn betreffende de harmonisatie van bepaalde aspecten van het auteursrecht en de naburige rechten in de informatiemaatschappĳ (Richtlijn 2001/29/EG) de lidstaten de mogelijkheid een exceptie in hun nationale wetgeving op te nemen voor "het gebruik van werken, zoals werken van architectuur of beeldhouwwerken, gemaakt om permanent in openbare plaatsen te worden ondergebracht". Van deze mogelijkheid is niet door alle lidstaten gebruik gemaakt, en de lidstaten die de panoramavrijheid wel in hun nationale wetgeving hebben opgenomen hebben dat niet allemaal op dezelfde manier gedaan. Zo is in sommige landen alleen niet-commercieel gebruik van de afbeeldingen van beschermde werken toegestaan.
Meestal is de panoramavrijheid alleen van toepassing op werken die permanent op een openbare plaats opgesteld zijn. De definitie van openbare plaats kan hierbij verschillen.

### België
In België geldt er panoramavrijheid voor werken van beeldende, grafische of bouwkundige kunst, die zijn gemaakt om permanent in openbare plaatsen te worden geplaatst (artikel XI.190, 2/1° van het Wetboek van Economisch Recht). De oorspronkelijke bedoeling van kunstenaar en opdrachtgever is dus doorslaggevend, wat voor het publiek niet altijd eenvoudig is na te gaan. Op basis van het niet-gedefinieerde begrip 'openbare plaats' worden volgens de parlementaire voorbereiding museale collecties uitgesloten. Het gebruik onder de panoramavrijheid mag voorts geen afbreuk doen aan de normale exploitatie van het werk en geen onredelijke schade berokkenen aan de wettige belangen van de auteur. Deze verwijzing naar de zogenaamde driestappentest uit de Europese Auteursrechtrichtlijn van 1991 wordt doorgaans gezien als een verbod op commercieel gebruik.
Tot de invoering van panoramavrijheid in 2016 kon de auteur zich verzetten tegen de publicatie van afbeeldingen van publiekelijk zichtbare werken zoals gebouwen (tenzij het werk in het publiek domein was gevallen door het verstrijken van de algemene auteursrechttermijn). De invoering kwam er door een wetsvoorstel van Open Vld, CD&V en N-VA. Op 16 juni 2016 keurden de meerderheidspartijen in de Kamer van volksvertegenwoordigers dit wetsvoorstel goed. Er waren 42 tegenstemmen van de oppositiepartijen PS, sp.a, PVDA, cdH en DéFI. De leden van Ecolo en Groen onthielden zich. Een amendement van de PS om de panoramavrijheid te beperken tot puur niet-commercieel gebruik werd verworpen omdat dit reeds zou gedekt zijn door de driestappentest. De wetswijziging van 27 juni 2016 werd gepubliceerd op 5 juli en trad in werking op 15 juli 2016.

### Duitsland
In Duitsland is de panoramavrijheid geregeld in § 59 UrhG. Tot de openbare ruimte worden die plekken gerekend die voor iedereen vrij toegankelijk zijn en in gemeenschappelijk gebruik zijn. Van een werk kan niet gezegd worden dat het zich in de openbare ruimte bevindt als gebruik moet worden gemaakt van bijzondere hulpmiddelen om de reproductie (bijv. een foto) te kunnen maken. Ook werken die zich achter hekken of heggen of op binnenplaatsen bevinden worden niet tot de openbare ruimte gerekend.

### Frankrijk
In Frankrijk is met ingang van 8 oktober 2016 een beperkte vorm van panoramavrijheid geregeld in artikel L122-5 onder 11° van de Code de la propriété intellectuelle. Toegestaan is de 'verveelvoudiging en openbaarmaking van bouw- en beeldhouwwerken, permanent geplaatst op de openbare weg en gemaakt door natuurlijke personen, met uitsluiting van commercieel gebruik'. Caron merkt op dat, hoewel ter rechtvaardiging van de invoering van deze exceptie vaak werd verwezen naar de onmogelijkheid om foto's van de Eiffeltoren bij nacht te exploiteren (de verlichting is, anders dan de toren zelf, auteursrechtelijk beschermd), de verlichting van een gebouw zelf niet beschouwd kan worden als een 'bouw- of beeldhouwwerk' en dat voor foto's daarvan dus geen beroep kan worden gedaan op de panoramavrijheid.

### Nederland
Nederland kent panoramavrijheid; dit is geregeld in artikel 18 van de Auteurswet. Zelfgemaakte foto's van kunstwerken (inclusief gebouwen) in de openbare ruimte mogen vrij worden verspreid, zolang de foto een afbeelding is van het werk "zoals het zich daar bevindt". Het is dus niet toegestaan de foto zodanig te bewerken dat (bijna) alléén het onderwerp zichtbaar is, of daar een afgeleid werk van te maken dat niet meer aan die voorwaarde voldoet (bijvoorbeeld een gestileerde weergave of een silhouet van het werk). Daarbij stelt de wetgever ook de eis dat bij het opnemen van dergelijke afbeeldingen in een compilatiewerk (bundel) van werken slechts enkele werken van dezelfde maker mogen voorkomen.

### Andere landen
In landen als Italië en Griekenland bestaat geen panoramavrijheid. Pas 70 jaar na het overlijden van de maker (kunstenaar, architect, etc.) vervallen diens werken in het publiek domein en mogen foto's daarvan vrij worden gepubliceerd, afgezien uiteraard van de eventuele auteursrechten van de fotograaf.

## Voorbeelden België en Nederland

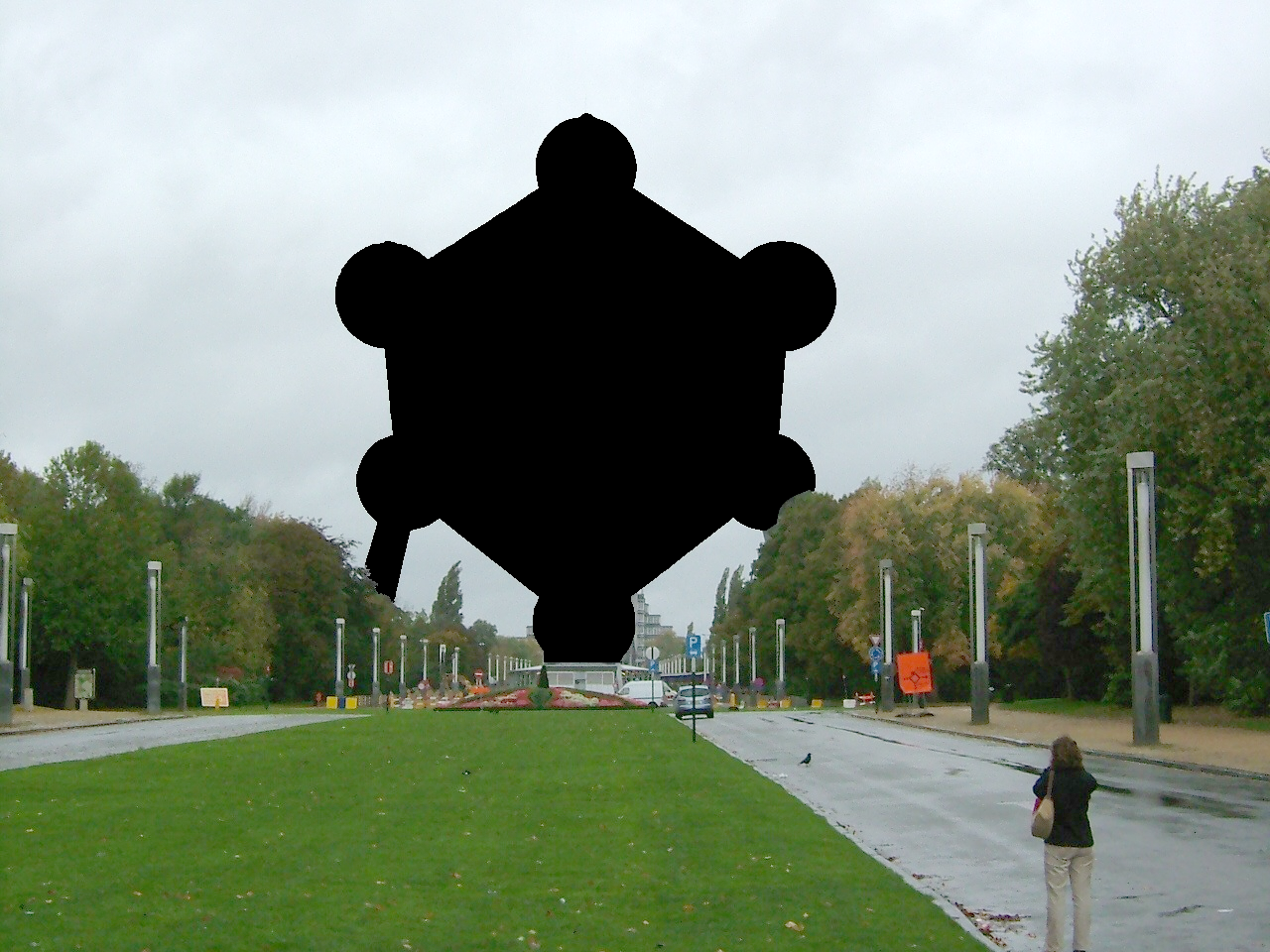
België had tot 2016 geen panoramavrijheid: het Atomium mocht niet getoond worden zonder voorafgaande toestemming van de rechthebbenden.
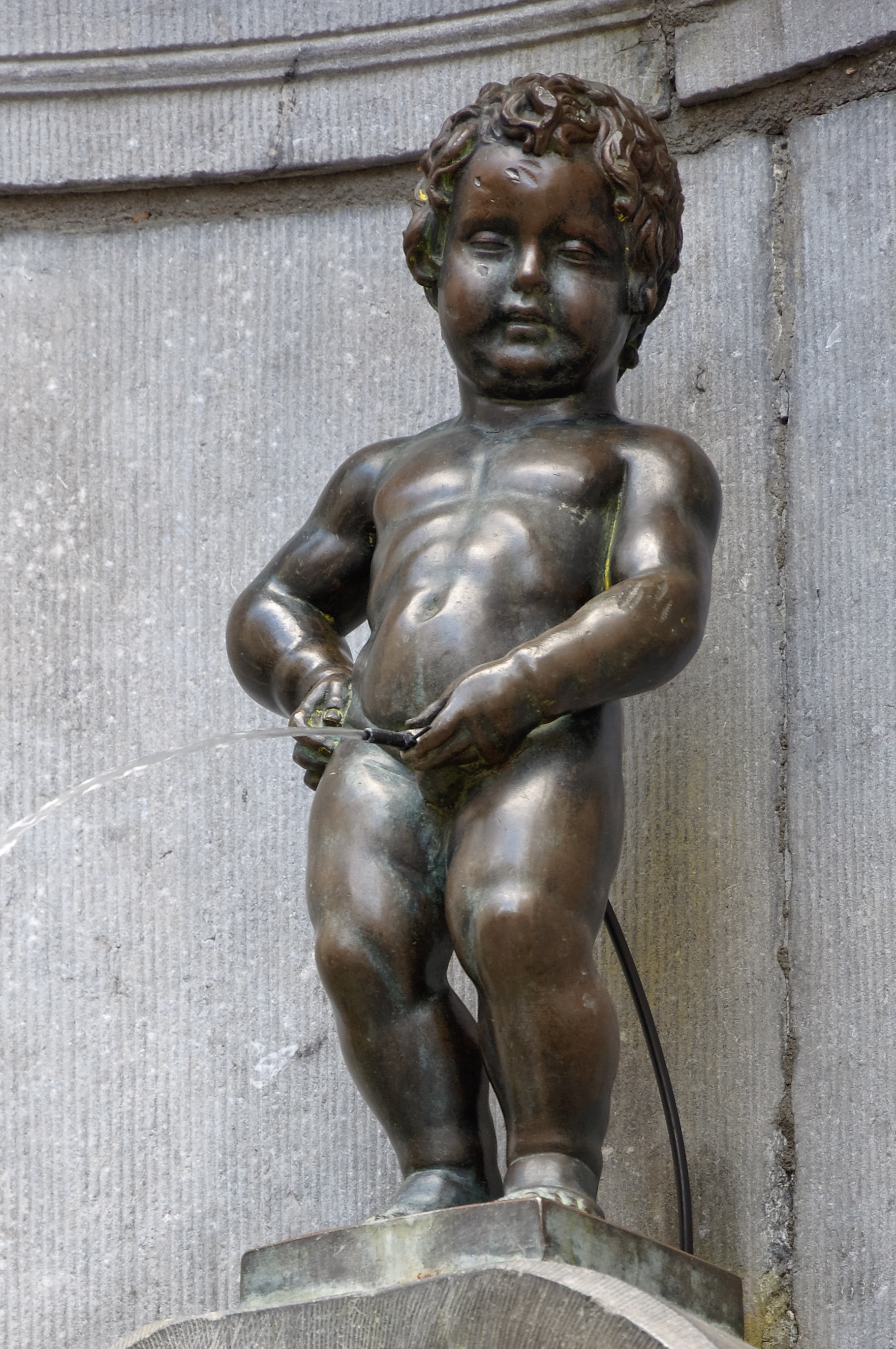
Het beeld van Manneken Pis (Brussel) mag hoe dan ook vrij getoond worden: de maker is meer dan 70 jaar geleden overleden.
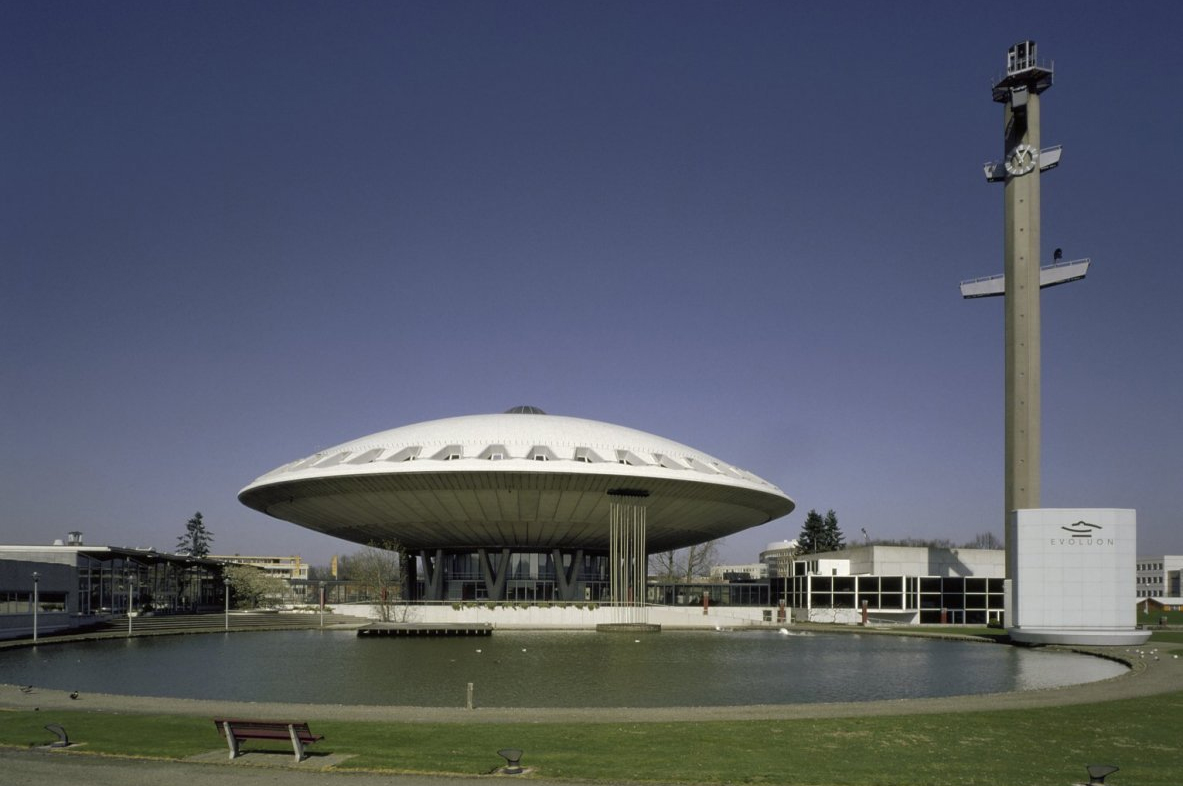
Nederland kent panoramavrijheid: het Evoluon mag vrijuit getoond worden.
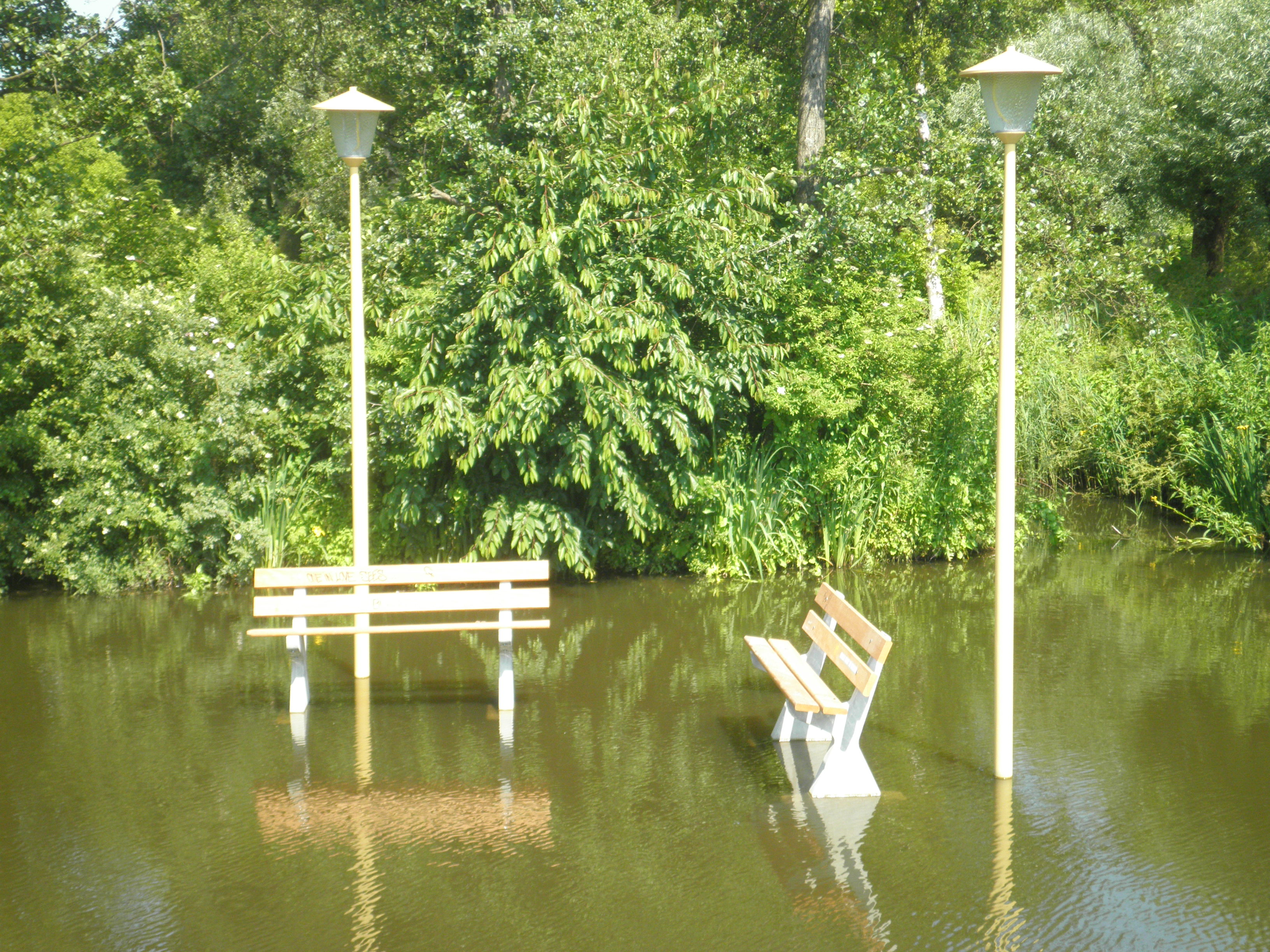
Een kunstwerk in het Nederlandse dorp Westerblokker, dat er sinds juni 2014 staat, mag voluit getoond worden.